# Кащенко, Сергей Григорьевич
Серге́й Григо́рьевич Ка́щенко (род. 17 января 1949, Ленинград) — советский и российский историк. Доктор исторических наук, профессор, заведующий кафедрой источниковедения истори России исторического факультета Санкт-Петербургского государственного университета.

## Биография
В 1971 году окончил математико-механический факультет, а в 1975 году — исторический факультет Ленинградского университета. Его учителями были профессора М. К. Гавурин и А. Л. Шапиро.
В 1984 году Кащенко окончил аспирантуру на историческом факультете ЛГУ и защитил кандидатскую диссертацию «Реформа 19 февраля 1861 г. в Новгородской губернии», а в 1992 году защитил докторскую диссертацию «Реформа 19 февраля 1861 года на Северо-Западе России (Опыт количественного анализа условий реализации)».
С 1993 года Сергей Григорьевич Кащенко — профессор, с января 1992 года — заведующий кафедрой источниковедения исторического факультета СПбГУ. Под его научным руководством были защищены 12 кандидатских диссертаций, два ученика С. Г. Кащенко стали докторами наук.
Дочь Елена (род. 1975) — искусствовед, также преподаёт в Институте истории СПбГУ (кафедра истории западноевропейской и русской культуры); является специалистом по истории кино.

## Научная деятельность
Крупный ученый, специализирующийся на проблемах истории России конца XVIII — начала XX веков, источниковедения истории России, методах и технике исторического исследования.
Один из первых российских историков, разрабатывавших принципы и способы использования компьютерных технологий и математических методов в истории.
Создатель и заведующий кафедрой источниковедения истории России исторического факультета СПбГУ.
Руководитель проектов:
- «Демографические процессы на северо-западе России конца XVIII — начала XX вв.» (1997—1998), разрабатываемого при поддержке РФФИ;
- «Демографические процессы в Олонецкой губернии в XIX — начале XX вв.» (2000—2002), поддержанный грантом РГНФ.

Руководитель исследовательских групп со стороны Санкт-Петербургского государственного университета в проектах:
- совместный российско-американский исследовательский проект по социальной истории и исторической демографии Российских регионов в XIX веке (координатор профессор Стив Л. Хок, университет штата Айова, США, 1997—1998);
- голландско-российский научно-исследовательский проект по изучению интегральной и демографической истории (координатор профессор П. Койе, университет Гронингена, Нидерланды, 1999—2003);
- белорусско-российский исследовательский проект «Сравнительный анализ структуры дворохозяйства на территории Российской империи (вторая половина XVIII — первая половина XIX вв.)» (координатор В. Л. Носевич, Белорусский научный центр электронной документации, Минск, Беларусь, 2001—2003), поддержанный совместным грантом Белорусского республиканского фонда фундаментальных исследований и Российским гуманитарным научным фондом.

Один из руководителей направления «Математические методы в исторических исследованиях», видный специалист по исторической демографии.
Кандидатская диссертация на тему: «Реформа 19 февраля 1861 года в Новгородской губернии. Опыт применения ЭВМ для количественного анализа крестьянских наделов и платежей» (ЛГУ, 1983).
В 1992 году защитил докторскую диссертацию «Реформа 19 февраля 1861 года на Северо-Западе России (Опыт количественного анализа условий реализации)».
Автор 109 научных работ, из них 15 монографий, учебников и учебных пособий (с учетом переиздания). Общее количество публикаций автора — свыше 150. Значительная часть из них касается реализации реформ 1861 года на Северо-Западе России, исторической демографии, применению математико-статистических методов и компьютерных технологий в исторических исследованиях. Работы С. Г. Кащенко опубликованы в США, Германии, Франции, Финляндии, Голландии и других странах.

## Награды
Лауреат премии «За педагогическое мастерство» (СПбГУ, 1999).
Награждён нагрудным знаком «Почётный работник высшего профессионального образования Российской Федерации» (СПбГУ, 2009)

## Основные работы

### Монографии и учебные пособия
- Кащенко С. Г. Статистические методы в исторических исследованиях: (Статистическое описание): [Учеб. пособие]. — Л.: Изд-во ЛГУ, 1989. — 74, [1] с.
- Кащенко С. Г. Реформа 19 февраля 1861 г. в Санкт-Петербургской губернии. — Л.: Изд-во ЛГУ, 1990. — 196, [2] с. — ISBN 5-288-00645-8.
- Кащенко С. Г. Реформа 19 февраля 1861 г. на Северо-Западе России: (Количественный анализ массовых источников): [Учеб. пособие]. — М.: Мосгорархив, 1995. — 187, [1] с. — ISBN 5-7228-0025-2.
- Кащенко С. Г. Отмена крепостного права в Псковской губернии: опыт компьютерного анализа условий реализации крестьянской реформы 19 февраля 1861 г. — СПб.: Изд-во СПбГУ, 1996. — 157, [1] с. — ISBN 5-288-01578-3.
- Кащенко С. Г. Отмена крепостного права в столичной губернии: из истории государственных реформ в России второй пол. XIX в. — СПб.: Изд-во Северо-западной Академии государственной службы, 2001. (. — 2-е изд. — СПб.: Изд-во СПбГУ, 2002. — 341 с. — ISBN 5-288-03119-3.)
- Кащенко С. Г. Освобождение крестьян на Северо-Западе России: экономические последствия реформы 19 февраля 1861 г. — М.; СПб.: Альянс-Архео, 2009. — 552 с. — ISBN 978-5-98874-038-4.

### Соавторство
- Дегтярёв А. Я., Кащенко С. Г., Раскин Д. И. Новгородская деревня в реформе 1861 г.: опыт изучения с использованием ЭВМ. — Л.: Изд-во ЛГУ, 1989. — 198, [1] с. — ISBN 5-288-00276-2.
- История России с древнейших времён до нач. XX в.: пособие для абитуриентов. — СПб.: Изд-во СПбГУ, 1992. — 368 с. (Дворниченко А. Ю., Кащенко С. Г., Кривошеев Ю. В., Флоринский М. Ф. История России с древнейших времён до нач. XX в.: пособие для абитуриентов. — 2-е изд. — СПб.: Макет, 1998. — 300, [2] с. — ISBN 5-85186-061-8.; . — 3-е изд. — СПб.: Крисмас, 2001. — 299, [2] с. — ISBN 5-89495-065-1.)
- Дворниченко А. Ю., Кащенко С. Г., Флоринский М. Ф. Отечественная история (до 1917 г.): [Учеб. пособие по дисциплине «Отечеств. история» для студентов вузов]. — М.: Гардарики, 2002. — 447 с. — ISBN 5-8297-013-8. (. — 2-е изд. — М.: Гардарики, 2005. — 447 с. — ISBN 5-8297-013-8.)

### Редактор
- Историография и источниковедение отечественной истории: [Сб. науч. ст. и сообщ.]. — СПб.: КРИСМАС+, 2002. — Т. 2. — 341 с. — ISBN 5-89495-102-X.
- Историография и источниковедение отечественной истории: [Сб. науч. ст. и сообщ.]. — СПб.: ВНИИГ, 2003. — Т. 3. — 442 с. — ISBN 5-85529-106-5.
- Внутренняя и внешняя политика России в конце XVIII—XIX вв.: [Сб. документов и материалов для семинарских и практических занятий по курсу «Отечественная история»]. — М.; СПб.: Альянс-Архео, 2006. — 519 с. — ISBN 5-98874-004-9.